# Io e il villaggio
Io e il villaggio è un dipinto (192x151 cm) realizzato nel 1911 dal pittore Marc Chagall. È conservato nel Museum of Modern Art di New York.

## Descrizione
L'opera presenta elementi stilistici cubisti e fauvisti e contiene una serie di immagini che si sovrappongono nello spazio, creando un'illusione di profondità. In primo piano, sul lato destro del quadro, un volto maschile di colore verde visto di profilo. L'uomo indossa un cappello, ha una croce al collo e tiene in mano un piccolo albero in fiore (interpretato da alcuni critici come un riferimento all'albero della vita), che risalta vivamente sullo sfondo più scuro. Sul lato sinistro, frontalmente all'uomo, vi è un capra o una pecora; la sua pupilla è unita a quella dell'uomo da una tenue, irregolare linea bianca. Sul muso dell'animale è raffigurata una piccola capra, munta da una donna seduta su uno sgabello. La parte anteriore del muso dell'animale, del volto dell'uomo e la parte superiore dell'albero sono racchiuse in una circonferenza, che rappresenta il punto focale del quadro. Sullo sfondo, nell'angolo in alto a destra del quadro, è raffigurata una fila di case basse in legno, alcune delle quali rovesciate, con una piccola chiesa ortodossa. Dinanzi alle case sono raffigurati un uomo con una falce e una donna a testa in giù che suona un violino. Il quadro è attraversato diagonalmente dall'angolo in basso a sinistra all'angolo in alto a destra da una fascia di colore rosa pallido, una sorta di strada maestra che costeggia il villaggio.  
Chagall realizzò il dipinto circa un anno dopo il suo arrivo a Parigi, nel 1911. Il titolo gli fu suggerito dal poeta Blaise Cendrars. Chagall era all'epoca parte della comunità artistica di La Ruche a Montparnasse. Nel dipinto Chagall attinge dalla tradizione culturale ebraica orientale e bielorussa, rievocando in maniera nostalgica e sognante la vita in uno shtetl. 